# Kopciuszek (zwyczajny)
Kopciuszek (zwyczajny) (Phoenicurus ochruros) – gatunek małego ptaka wędrownego z rodziny muchołówkowatych (Muscicapidae).

## Występowanie

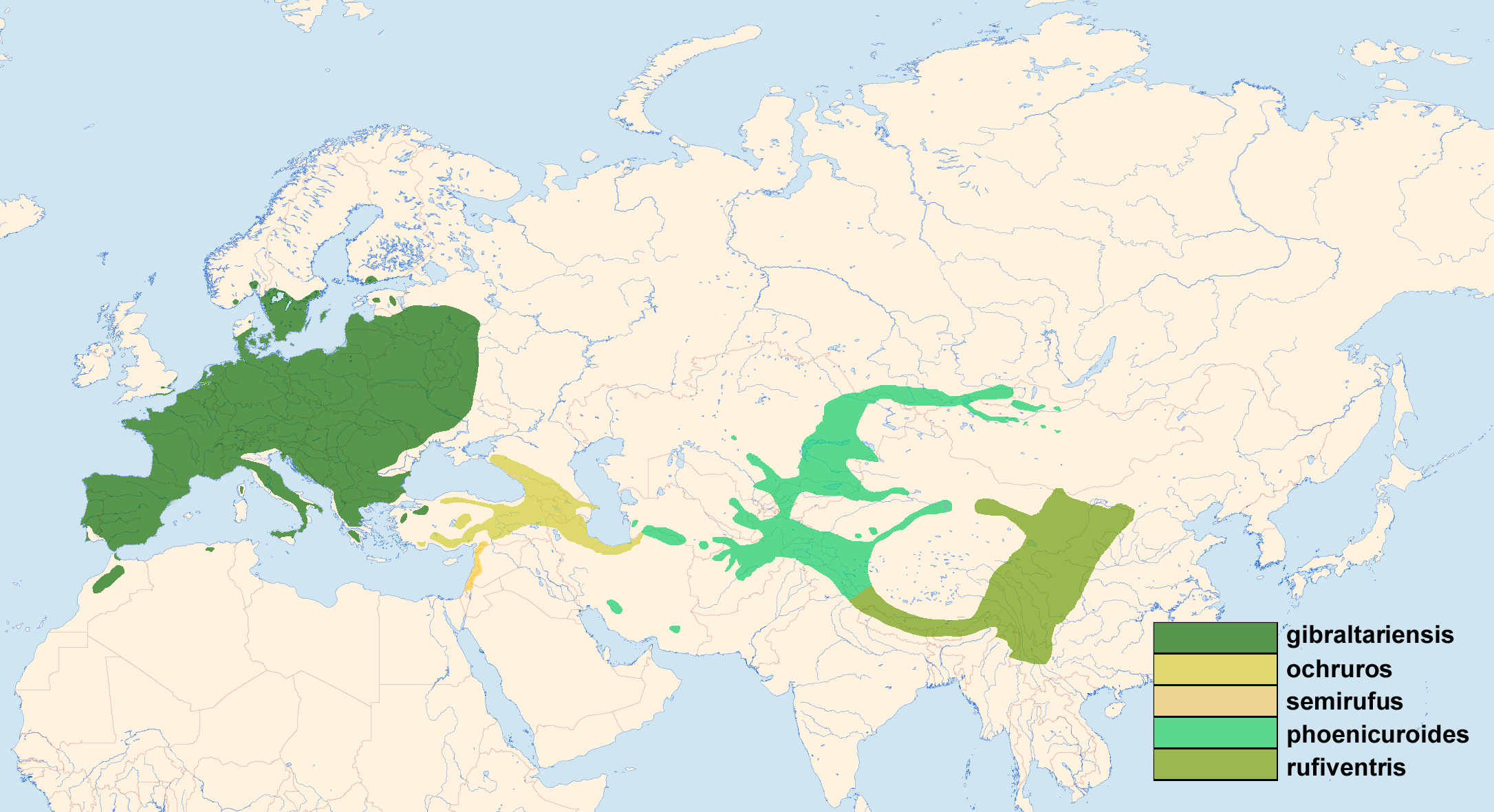
Zasięg letni (lęgowy) podgatunków kopciuszka

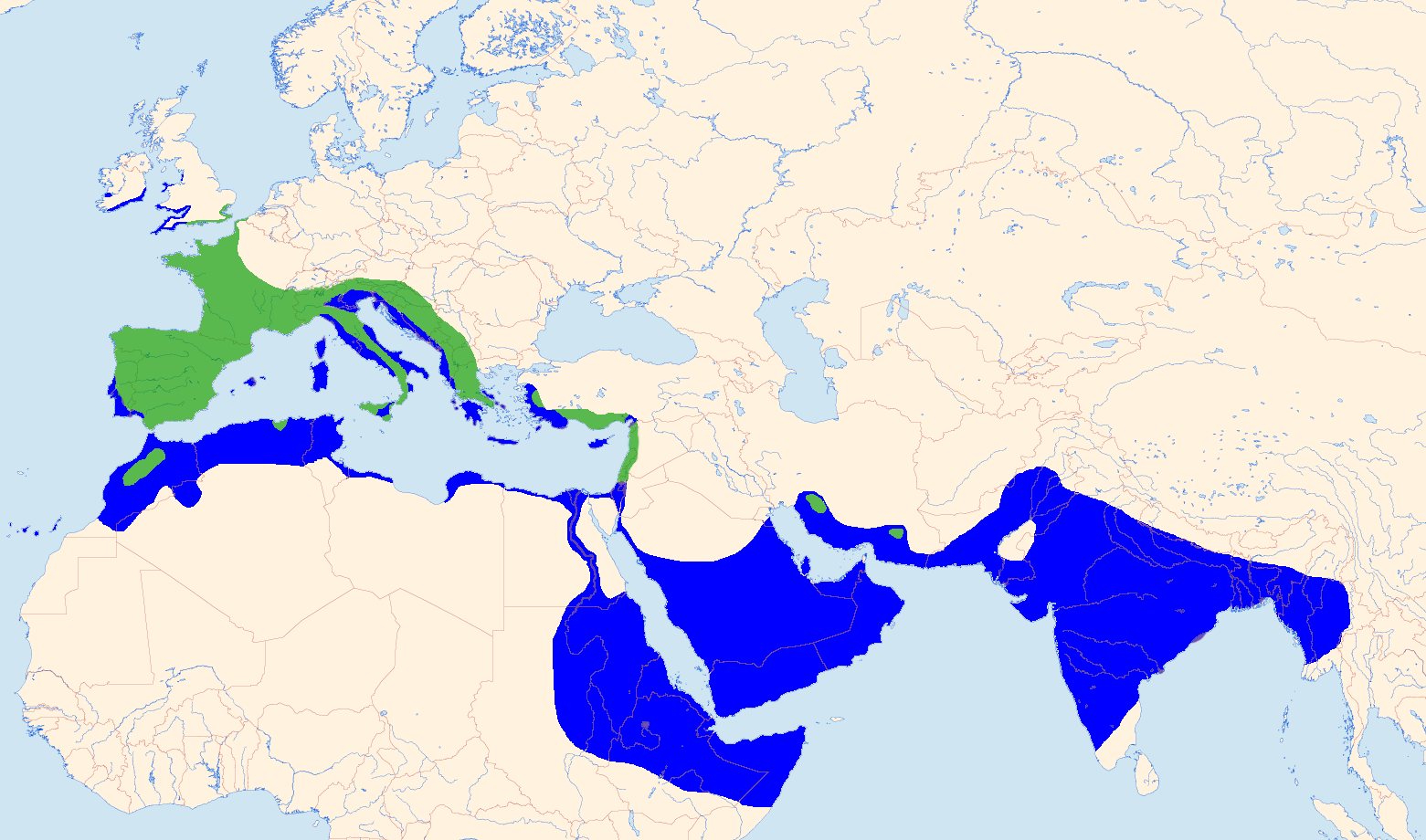
Występowanie siedlisk całorocznych i zimowisk

Zasiedla Eurazję i północno-zachodnią Afrykę. To ptak wędrowny (częściowo wędrowny). Osiadłe są populacje z południa Europy – Półwyspu Bałkańskiego, Włoch i Hiszpanii. Północne wędrują na zimowiska znajdujące się w południowej Europie, północnej Afryce i od Bliskiego Wschodu do Indii i Mjanmy.

### Podgatunki
Kopciuszek zamieszkuje w zależności od podgatunku:
- kopciuszek europejski[4] (P. ochruros gibraltariensis) – Europa Zachodnia i Środkowa po Łotwę i Krym na wschodzie oraz po północną część Półwyspu Iberyjskiego, Sycylię i Grecję na południu. Zamieszkuje również Maghreb. Podgatunek ekspansywny w kierunku Wysp Brytyjskich i Półwyspu Skandynawskiego.

W Polsce liczny ptak lęgowy na całym obszarze kraju; szczególnie liczny w górach, rzadszy w północno-wschodniej części kraju. Według szacunków Monitoringu Pospolitych Ptaków Lęgowych, w latach 2013–2018 populacja kopciuszka w Polsce liczyła 1 061 000 – 1 378 000 par lęgowych. Przeloty w marcu–kwietniu i wrześniu–październiku. Niektóre osobniki zimują w kraju.
- kopciuszek rdzawobrzuchy[4] (P. ochruros ochruros) – Azja Mniejsza, Kaukaz, Zakaukazie i północny Iran.
- P. ochruros semirufus – Lewant.
- P. ochruros phoenicuroides – od Tienszanu po Mongolię.
- P. ochruros rufiventris – na wschód od Morza Kaspijskiego, przez północno-wschodni Iran, Turkiestan, Himalaje po Kunlun i Qinghai w Chinach.

W 2018 roku opisany został podgatunek P. o. murinus, zasiedlający północno-wschodni Kazachstan, południowo-środkową Syberię, skrajnie północno-środkowe Chiny i zachodnią, południowo-zachodnią i zachodnio-środkową Mongolię. Został on zaakceptowany przez IOC. Wcześniej tę populację zaliczano do P. o. phoenicuroides.
Proponowany podgatunek aterrimus (Portugalia, południowa i środkowa Hiszpania) został zsynonimizowany z gibraltariensis, a xerophilus (zachodnie Chiny) uznano za formę przejściową między phoenicuroides i rufiventris.

## Charakterystyka

### Cechy gatunku
Ptak o smukłej sylwetce, wielkości wróbla lub nieco od niego mniejszy. Obie płci mają podobny rozmiar i czarne nogi. Dorosły samiec w szacie godowej jest łupkowoczarny, z czarną częścią twarzową, gardłem i piersią, białym lusterkiem na skrzydle i przejaśnieniem na podogoniu i dolnej części brzucha. Posiada charakterystyczny, ruchliwy, rdzawy ogon z czarnymi środkowymi sterówkami. Samica jest łupkowoszara z rdzawym ogonem i kuprem, jaśniejsza od samca. W przeciwieństwie do samicy pleszki, samica kopciuszka ma spód ciała szary, nie kontrastujący z grzbietem (pleszka – brzuch o odcieniu pomarańczowym i jaśniejsze gardło). Tęczówki oczu są ciemnobrązowe. Osobniki młodociane są podobne do samicy, szarobrązowe i bez białej wstawki na skrzydłach. Samiec w swoim pierwszym sezonie lęgowym (w drugim kalendarzowym roku życia) może mieć czarne gardło, ale zwykle nie ma białego lusterka na lotkach.
Różnice pomiędzy kopciuszkiem a pleszką wynikają – oprócz ubarwienia – też z innych wymagań środowiskowych – pleszki niechętnie opuszczają tereny zadrzewione, a kopciuszki zasiedlają budynki, na których nierzadko zakładają gniazda. Stąd to one są bardziej znane wśród ludzi niż pleszki, choć niegdyś gnieździły się tylko w niedostępnych półkach skalnych i w wysokich górach. Oba gatunki wykazują to samo zachowanie i postawę.

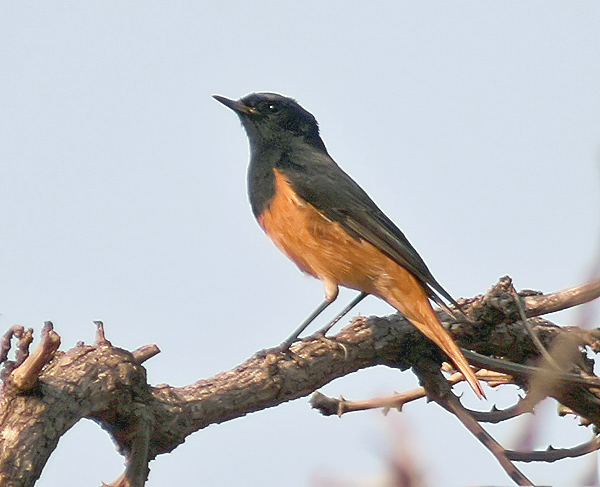
Samiec podgatunku Phoenicurus ochruros rufiventris, Indie

### Zachowanie
Najłatwiej obserwować go w miastach, trudniej na obszarach wiejskich, gdzie różnorodność awifauny i krajobrazu jest większa. To ptak ostrożny, ale nie kryje się przed człowiekiem. Jest ruchliwy i szybko przelatuje na krótkie odległości. Zatrzymuje się w danym miejscu na krótką chwilę i odlatuje dalej. Często potrząsa ogonem. Potrafi dobrze latać.

### Wymiary średnie
długość ciałaok. 14–16 cm
rozpiętość skrzydełok. 23–26 cm

### Masa ciała
ok. 14–18 g

### Głos
Śpiew kopciuszka nie jest zbyt głośny i rozlegać może się już przed świtem. Najbardziej charakterystycznym jego fragmentem jest trzeszcząca zwrotka, krótkie skrzeczące tony, którymi zaczyna piosenkę. Głos wabiący to „cip cip” lub „tek tek”. Melodię samca słychać w pobliżu jego gniazda – „di di krrrsz”.
Słychać go też w nocy w miastach pod światłami latarni. Śpiewa z dobrze widocznego wysokiego punktu w terenie, jak brzeg dachu, rynna, antena, komin.

## Biotop
Gatunek uległ synantropizacji. Najchętniej zamieszkuje zabudowania, ruiny, a nawet tereny silnie zurbanizowane, pod warunkiem dostępu do otwartych terenów zielonych, gdzie żeruje. Bardzo dobrze przystosował się do życia w mieście, które jest w pewnym stopniu namiastką górskich terenów pierwotnie przez kopciuszki zamieszkiwanych. Dlatego, jako jednego z niewielu małych ptaków, widuje się go nawet w centrach dużych miast, obiektach przemysłowych, na terenach budów bez większej ilości zieleni, gdzie przy sztucznym oświetleniu słychać jego śpiewy, również w nocy. W miastach najczęściej spotyka się go na dachach. Poza tym zamieszkuje otwarte łąki ze skałami i zabudowę wiejską, kamieniołomy, klify, tereny ruderalne i kamieniste, rumowiska (pierwotne siedliska kopciuszków).
Ważny dla kopciuszka jest dostęp do otwartych przestrzeni, gdzie szuka pożywienia. Unika natomiast obszarów stale podmokłych i zbyt gęstej roślinności. Żerowanie i gniazdowanie nie wymaga obecności roślinności.

## Okres lęgowy

### Gniazdo

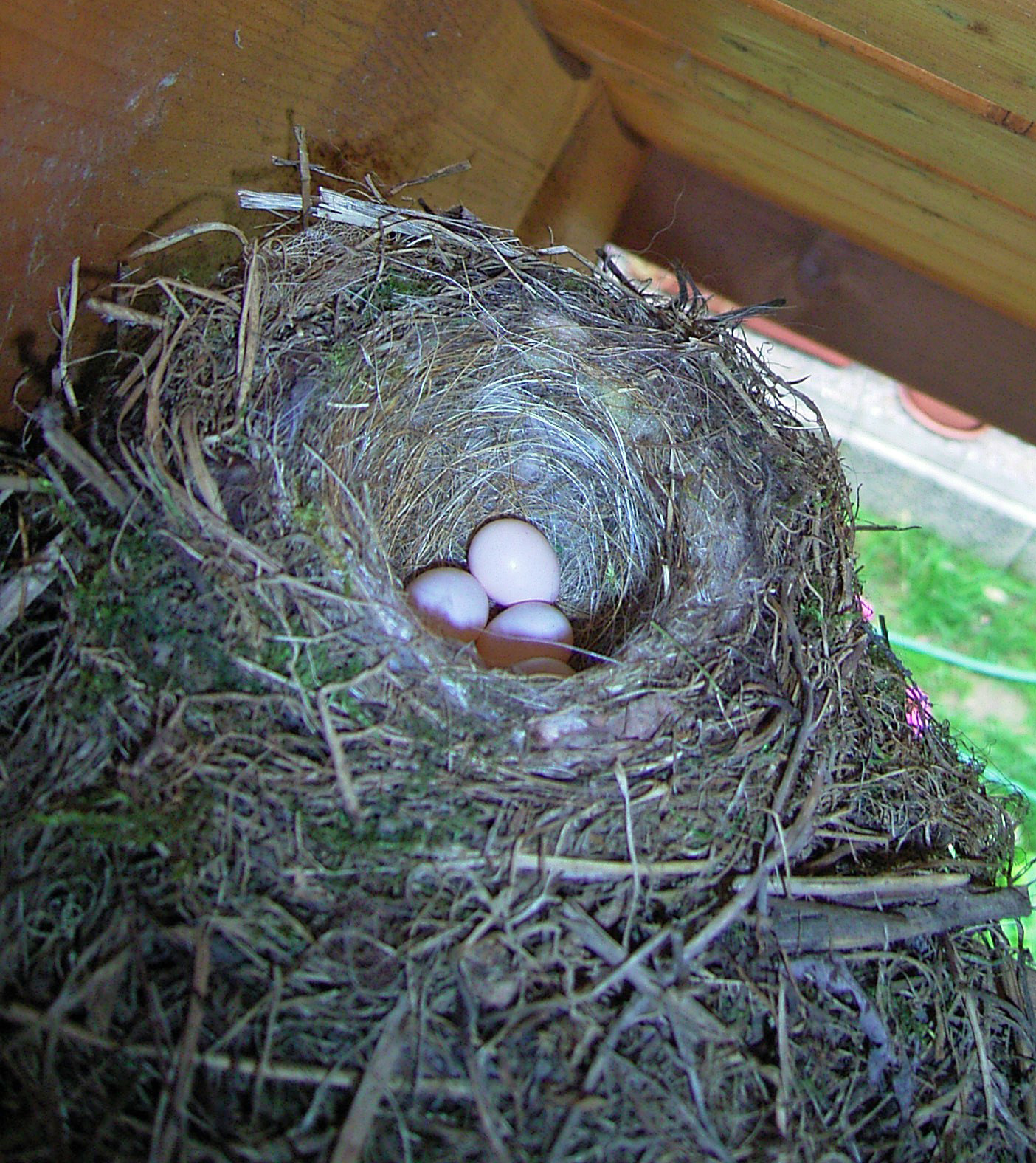
Gniazdo z jajami kopciuszka

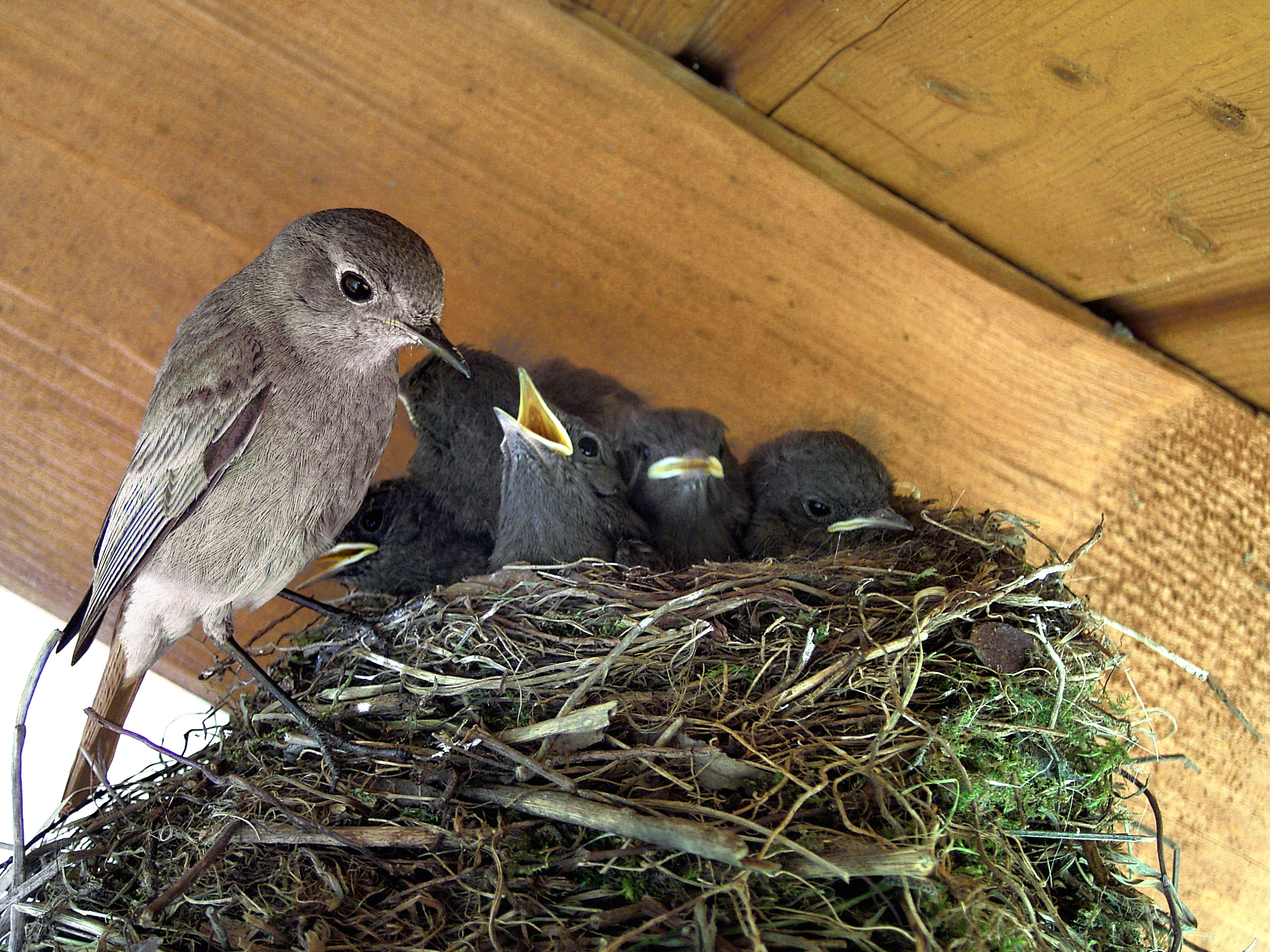
Karmienie młodych

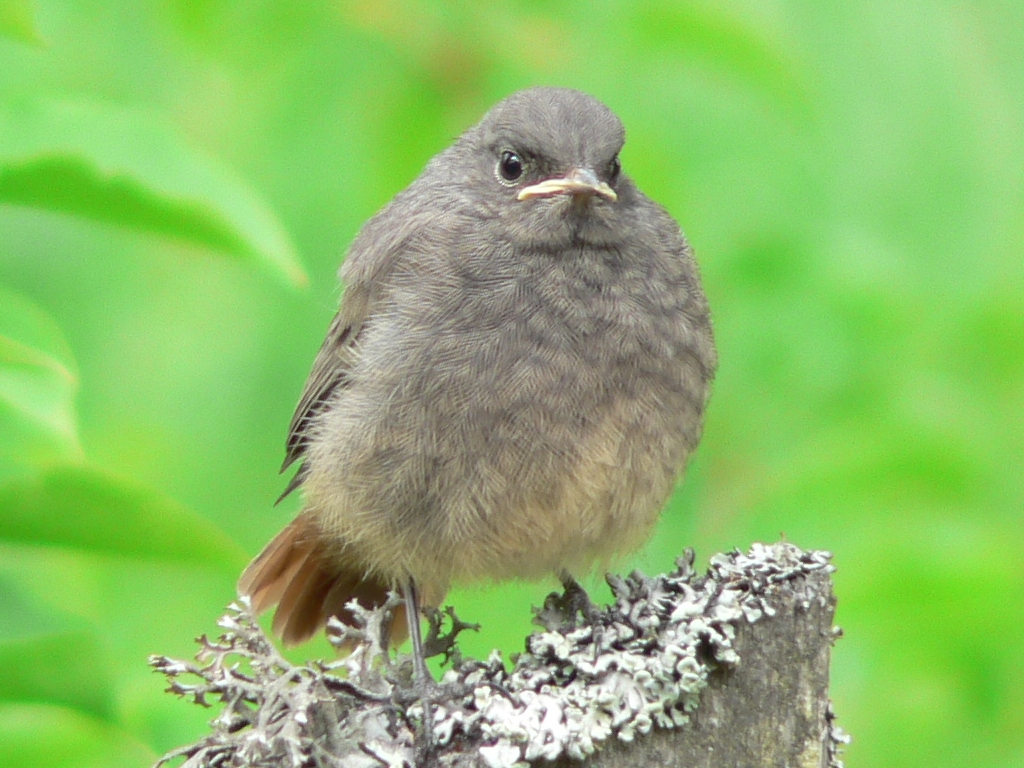
Młody kopciuszek

Zawsze osłonięte od góry, wysłane różnorodnym materiałem – włosiem, piórami i wełną. Pierwotnie w szczelinach skalnych, stosie kamieni lub desek, w załomach, rozpadlinach, obecnie zazwyczaj w szczelinach budynków, pod okapem dachu, we wgłębieniach kamiennego ogrodzenia, a także półotwartych budkach lęgowych. Zbudowane z łodyg traw, mchu, korzonków i innego materiału roślinnego. Tworzone pary są monogamiczne.

### Jaja
W ciągu roku wyprowadza dwa lęgi, składając w kwietniu–czerwcu 4–6 białych, wydłużonych jaj. Czasem jaja są zabarwione na niebiesko lub pokrywają je słabo widoczne brązowawe plamki. Często wysiaduje jajo kukułki.

### Wysiadywanie
Jaja wysiadywane są przez okres 12–17 dni przez samicę. Młode karmią oboje rodzice. Pisklęta opuszczają gniazdo po 12–16 dniach.

## Pożywienie
Zjada owady i ich larwy, drobne owoce, nasiona, małe ślimaki i dżdżownice. Jesienią zjada jagody.
Pokarmu szuka na ziemi, biegając i skacząc na jej powierzchni (również na betonie, asfalcie, blaszanym dachu). Potrafi zwinnie chwytać owady w locie. Bezkręgowce i owoce zbiera z gałęzi, ścian i liści.

## Status i ochrona
IUCN uznaje kopciuszka za gatunek najmniejszej troski (LC, Least Concern) nieprzerwanie od 1988 roku. Liczebność światowej populacji, obliczona w oparciu o szacunki organizacji BirdLife International dla Europy z 2015 roku, mieści się w przedziale 32–58 milionów dorosłych osobników. Globalny trend liczebności populacji uznawany jest za wzrostowy.
Na terenie Polski gatunek ten jest objęty ścisłą ochroną gatunkową. Na Czerwonej liście ptaków Polski został sklasyfikowany jako gatunek najmniejszej troski (LC).